# Marcel Homs
Marcel Homs (Ceret, Vallespir, 16 de març de 1910 — 1995) fou un escultor nord-català. Va estudiar a l'École nationale supérieure des beaux-arts de París, on fou alumne de Jean Boucher. En les seves composicions de volums introdueix el color i canvia l'escultura figurativa per l'abstracte. El 1939 va obtenir el segon lloc del Prix de Rome amb Pierre Thézé, mentre que el primer lloc el va rebre René Leleu. El 1949 va tornar a la Catalunya del Nord, on amb la seva esposa Olga Homs va obrir a Perpinyà una acadèmia d'ensenyament d'arts on es van formar nombrosos joves artistes nord-catalans com Guy Leriche.
En 1959 el ministre d'afers culturals francès André Malraux li va encarregar la creació d'una Escola Nacional Superior de Belles Arts a Abidjan (Costa d'Ivori), projecte que acabarà en 1967. El seu fill Serge hi va ensenyar anatomia durant uns anys.

## Obres
- Baigneuse se coiffant : escultura de pedra, la cantonada Balloux a Lo Cròs de Canhas a Canha de Mar;[3]
- Monument als morts de Marqueixanes: data de 1951 ; l'escultura central representa un soldat moribund, qui en els darrers instants embla veure's recolzat sobre ell, un àngel que sosté a les mans el campanar del poble natal.;[4]
- Monument de l'entesa cordial franco-anglesa a Vernet: monument, representant dues dones lavades assegudes al costat una de l'altra, representant França amb una espasa a la seva dreta i Anglaterra amb un trident a l'esquerra, obra de Gustave Violet; després d'un deteriorament el 1942, la restauració li va ser confiada el 1950.;[5][6]
- Monument a Francesc Joan Domènec Aragó à Estagell: després de la destrucció del monument de bronze durant l'ocupació alemanya el 1942, construït per Alexandre Oliva, M. Homs fou encarregat, en 1955, de fer una nova estàtua inaugurada el 31 d'agost de 1957;[7]
- « Jeune chasseur portant une antilope sur les épaules » : escultura en bronze (h. 74 cm) prova de bronze amb patina marró de la Fonderie Susse.[8]